# Wolfgang Röken

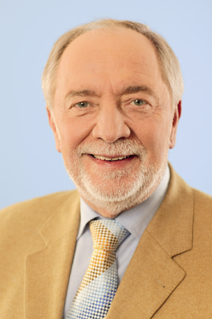
Wolfgang Röken

Wolfgang Ernst Röken (* 26. Juni 1943 in Könnern) ist ein deutscher Politiker (SPD). Er war von 1995 bis 2010 Abgeordneter des Landtags von Nordrhein-Westfalen und von 1976 bis 1994 Bürgermeister der Stadt Gladbeck.

## Leben
Röken absolvierte nach dem Abitur ein Studium an der Pädagogischen Hochschule Ruhr in Essen. Im Jahr 1966 bestand er die Staatsprüfung für das Lehramt an Volksschulen und war danach von 1967 bis 1968 als Lehrer an der Johannesschule in Gladbeck angestellt. Anschließend war er bis 1973 Lehrer an der Gladbecker Hauptschule Mitte-Ost und danach bis 1978 Konrektor. Von 1978 bis 1993 und dann wieder von 1994 bis 1995 war er Rektor an der Willy-Brandt-Schule (vorm. Hauptschule Zweckel) in Gladbeck. Von Juli bis Dezember 1993 war er Geschäftsführer der VRR GmbH.

## Politik
Röken ist seit 1970 Mitglied der SPD und war von 1974 bis 1975 Vorsitzender des SPD-Unterbezirks Bottrop. Von 1975 bis 2000 war er Vorsitzender des SPD-Stadtverbandes in Gladbeck. Ab 1976 war er Mitglied des Rates der Stadt Gladbeck und war von 1976 bis 1994 Bürgermeister der Stadt. Von 1976 bis 1993 war er Mitglied des Kreistags Recklinghausen und während dessen auch Mitglied der Verbandsversammlung KVR. Von 1979 bis 1993 war er Fraktionsvorsitzender der SPD in der Verbandsversammlung des Zweckverbandes VRR. Von 1990 bis 1994 gehörte er dem Vorstand des Städtetages Nordrhein-Westfalen an. Von 1995 bis 2010 war er Abgeordneter des Landtags von Nordrhein-Westfalen, ordentliches Mitglied des Sportausschusses und Vorsitzender des Ausschusses für Bauen und Verkehr.
Seit 2012 ist er, zusammen mit Frau Gisela Nacken, Vorsitzender der ÖPNV Zukunftskommission NRW.

## Ehrungen
- 12. März 1983 Plakette der Stadt Marcq-en-Baroeul (Frankreich) in Gold
- Goldenes Ehrenzeichen der Stadtgemeinde Schwechat (Österreich)
- 22. April 1993 Verdienstkreuz am Bande des Verdienstordens der Bundesrepublik Deutschland
- 5. Dezember 1996 Plakette der Stadt Gladbeck in Gold
- 27. April 2000 Ehrenplakette der Stadt Wodzislaw (Polen)
- 24. Mai 2003 Ehrenbürger der Stadt Alanya (Türkei)
- 12. November 2004 Bundesverdienstkreuz 1. Klasse der Bundesrepublik Deutschland
- 20. April 2007 Ehrenbrief Landesverkehrswacht NRW
- 23. März 2010 Ehrenvorsitzender der Parlamentariergruppe NRW - Türkei
- 3. April 2014 Ehrenbezeichnung „Alt-Oberbürgermeister“ der Stadt Gladbeck